# ابتسام فريد
ابتسام فريد، هي ممثلة عراقية من مواليد بغداد وزوجة الفنان الراحل بدري حسون فريد، عملت في المسرح والإذاعة والتلفزيون والسينما. 

## أعمالها

### مسلسلات
- الأحفاد وعيون المدينة
- الكبرياء تليق بالفرسان
- الهاجس
- الأماني الضالة
- الزمن والغبار
- أيام التحدي
- باشوات آخر زمن
- بيت الشمع
- رسائل من رجل ميت
- الباشا
- قيس وليلى
- رجال الظل
- غربة وطن
- عالم الست وهيبة

### أفلام
- العاشق
- عمارة 13
- البيت
- حب ودراجة
- الفجر الحزين